# Hendrika Bartelds
Le Hendrika Bartelds est une goélette à trois mâts à coque acier construit en 1917 aux Pays-Bas.
Il navigue désormais en voilier-charter en mer du Nord et mer Baltique.

## Histoire
Cette goélette à trois-mâts et hunier a été construite en tant que bateau de pêche pour le hareng, et lancée en 1918 sous le nom de Johan Last.
Elle changera plusieurs fois de nom (Dolfyn et Elise), de propriétaire et d'utilisation. En 1950, sa largeur est portée à 9 m pour le transport de fret.
Lors de sa mise hors service, en 1989, elle est convertie en schooner à trois mâts de haute mer et sert de voilier-charter sur la mer Baltique sous le nom de Hendrika Bartelds.
Cette goélette possède 11 cabines pour 36 passagers pour les croisières et peut emmener 50 personnes pour des sorties à la journée.
Après douze années de service, elle est vendue en 2000 à ses actuels propriétaires : Robert et Mirjam Postuma.
Le Hendrika Bartelds participe à de nombreux rassemblements de vieux gréements (comme Brest 2008, Tonnerres de Brest 2012 ou Brest 2016) et à des Tall Ships' Races.

## Note et référence
1. ↑  « Hendrika Bartelds », sur Brest 2016